# Маковье (Коммунаровский сельсовет)
Маковье (бел. Макаўе) — посёлок в Коммунаровском сельсовете Буда-Кошелёвского района Гомельской области Белоруссии.

## География

### Расположение
В 20 км на юго-восток от Буда-Кошелёво, 5 км от железнодорожной станции Уза (на линии Жлобин — Гомель), 20 км от Гомеля.

## Транспортная сеть
Рядом шоссе Довск — Гомель. Застройка деревянная усадебного типа.

## История
Основан в начале 1920-х годов переселенцами с соседних деревень на бывших помещичьих землях. В 1929 году жители посёлка вступили в колхоз. Размещался кирпичный завод «Маковье».

## Население

### Численность
- 2004 год — 5 хозяйств, 11 жителей.

### Динамика
- 2004 год — 5 хозяйств, 11 жителей.